# Elaphoglossum miniatum
Elaphoglossum miniatum är en träjonväxtart som först beskrevs av Christ, och fick sitt nu gällande namn av Christ. Elaphoglossum miniatum ingår i släktet Elaphoglossum och familjen Dryopteridaceae. Inga underarter finns listade.